# Tacuarembó (cidade)
Tacuarembó é uma cidade do Uruguai, é a capital do departamento de Tacuarembó. Fundada em 27 de janeiro de 1832 como vila de San Fructuoso, mudou seu nome para Tacuarembó quando de sua elevação para cidade em 17 de junho de 1912.
Tacuarembó é a possível cidade natal de Carlos Gardel.
No futebol, destaca-se o Tacuarembó Fútbol Club, que disputa a Segunda Divisão do Campeonato Uruguaio de Futebol.